# Tsutomu Nihei
Tsutomu Nihei (jap. 弐瓶 勉 Nihei Tsutomu; ur. 26 lutego 1971 w Kōriyamie) – japoński mangaka, znany głównie z serii Blame! i Rycerze Sidonii.

## Życiorys
Nihei studiował w Japonii architekturę, by później wyjechać do Ameryki i pracować przez rok dla firmy konstrukcyjnej z Nowego Jorku. Poznawszy amerykański system pracy, Nihei wrócił do kraju, gdzie postanowił rozpocząć karierę mangaki. 
Początkowo Nihei pracował w magazynie Afternoon wydawnictwa Kōdansha, jako asystent Tsutomu Takahashiego, nad mangą Jiraishin. W 1994 roku opublikował swoją debiutancką pracę zatytułowaną Blame!, której charakterystyczną cechą była  dla niego cyberpunkowy styl, połączony z monumentalnymi budowlami, które pokazują fascynację mangaki architekturą.
Charakterystyczne dla twórczości Niheia, oprócz jego stylu, są nawiązania między poszczególnymi mangami. Autor nie mówi nic wprost, ale sugeruje, że akcja jego komiksów może dziać się w tym samym świecie, co akcja Blame!, lecz w różnym czasie. W różnych światach pojawiają się te same nazwy bądź znane już twarze u nowych postaci.
Nihei jest dość popularny w Japonii i Ameryce, a także wśród Europejczyków. Tworzył nawet komiksy dla amerykańskiego wydawnictwa Marvel. Jest autorem serii Wolverine: Snikt! (oficjalnego crossoveru świata Blame! i Wolverine'a) oraz Breaking Quarantine - jednej z sześciu historii zawartych w komiksie Halo Graphic Novel, opartego na popularnej grze wideo.

## Twórczość

### Serie
- Blame! (1997–2003)[1]
- NOiSE (2000–2001)[2][3]
- Abara (2005–2006)[4]
- Biomega (2004–2009)[5]
- Rycerze Sidonii (2009–2015)[6]
- Ningyō no kuni (2017–2021)[7][8]
- Kaina z bezkresnego morza śniegu (2022–2024)[9][10]
- Tower Dungeon (2023–obecnie)[11]

### One-shoty i inne
- Blame (1995)
- Negative Corridor (2000)
- Sabrina (2002)
- Idaho (2002)
- Dead Heads (2002)
- Wolverine Snikt! (2003)[12]
- Zeb-Noid (2004)
- Pump (2004)
- Blame gakuen (2004)
- Abba / Parcel (2005)[13]
- Digimortal (2005)
- Net Sphere Engineer (NSE) (2005)
- Bibibibi (2006)
- Senshi katchū Suzumega (2007)
- Blame gakuen! Kyōto nara aiaigasa (2007)
- Blame gakuen! Sakurasaku-tō no shita de (2008)
- Blame!² (2008)
- Numa no kami (2008)
- Sidonia no kishi zenjitsudan: Dai-4-ji Gauna bōeisen (2014)
- Sidonia no kishi: Tsumugi, „Blame!” ni hamaru. no maki (2015)
- Ningyō no kuni (2016)
- Blame! keiso seibutsu no toride (2017)
- Blame! Denki ryōshi kiken kaisō dasshutsu sakusen (2017)